# Ден на народното въстание в Македония
Денят на народното въстание в Македония е 11 октомври. На тази дата е отбелязван националния празник на Социалистическа република Македония в рамките на СФРЮ, а след падането на комунизма и разпадането на Югославия е обявен и за официален празник в Република Северна Македония.

## История
Предисторията, събитията и последствията от акцията на 11 октомври са подробно описани от битолския областен полицейски началник в доклада му от 8 март 1942 г. до директора на полицията в София за организационни, политически, обществени и други прояви, обхващащ периода от май до декември 1941 година.
Поради зачестилите комунистически прояви в Прилепско и данни, че комунисти от региона се организират и представляват опасност за реда и сигурността на държавата, на 18 септември 1941 г. с писмо № 433 областният полицейски началник на Битоля моли Битолския областен директор за разрешение за въдворяване на десет по-активни комунисти на ново местожителство, съгласно чл. 124, буква „д“ от Закона за държавната полиция. Директорът не е съгласен с тази мярка. По-късно седем от същите лица участват в нападението над полицейския участък и затвора в Прилеп.
Впоследствие в полицията постъпва сведения, че къщата на Димитър Николов Мирчев (Димче Гърбавия), намираща се на ул. „Дунавска“ в града се намира една от конспиративните квартири. На 8 октомври 1941 г. към 3 часа сутринта къщата е блокирана. На разсъмване, преди да започне самото претърсване от вратата на къщата излизат четири въоръжени лица, които стрелят срещу стражата и се разбягват. Трима от тях са заловени (Стефан Стоянов, Аспарух Корубинов и Димитър Мирчев), а четвъртият – Трайко Божков (Тарзан) успява да избяга. По-късно се разбира, че къщата се е събирало местното комунистическо ръководство с шеф Трайко Божков и куриер Стефан Стоянов. В къщата се намират комунистическа литература и радиоапарат с батерия.
Три дена по-късно, на 11 октомври 1941 г. избягалият Трайко Божков успява да събере около 25 комунисти и на същия ден вечерта, разделени на три групи към 22 часа в Прилеп нападат както следва: първата група - полицейския участък, втората - затвора, а третата група подслушва телефонните разговори, чрез устройство свързано към телефонната линия близо до гарата. Това нападение е не само акция, съгласно директивите за саботьорски и терористични действия, но и опит да се създаде объркване сред стражата, за да могат задържаните комунисти в полицейския арест и в затвора да избягат. Извършвайки бърза и изненадваща атака, комунистите откриват стрелба срещу постовия стражар и прозорците на спалните помещения. В резултат на атаката е ранен часовия Стоян Георгиев, а полицаят Петър Дамев Колев (от с. Смилево, Демирхисарско) ставайки от леглото за да си вземе оръжието бива убит. Според признание на убиеца Душко Наумов обаче, той застрелва по време на разговор стражаря Колев, който е на пост. Колев не подозира нищо, понеже познава Наумов и е познат на баща му.
Веднага след края на нападението със съдействието на военнослужещи от Прилепския гарнизон градът е блокиран за почва издирване на нападателите. Заловени са 8 от тях: Благой Корубинов, Методи Иванов, Душан Наумов, Милан Димов, Георги Янев, Павлина Пирганова, Даница Соклева и Аспарух Йосифов. Установени са и останалите 16 участници, които са все още в неизвестност, а именно: Трайко Божков, Кръсте Цървенков, Кирил Оровчанец, Кирил Кръстев, Вяра Ацева, Йордан Чопелов, Милан Козаров, Никола Чашулев, Йосиф Йорданов, Стефан Базерков, Кирил Базерков, Велика Темелкова, Благой Йовчев, Данчо Стоянов, Весела Кръстева и Петър Попов.

### Присъди
Във връзка с престрелката на 8 октомври 1941 г. е образувано наказателно дело № 123 от 1941 г. на Битолския военно-полеви съд, което се разглежда на 8 ноември и на същата дата е издадена присъда № 70 на лицата.
| Подсъдим          | Присъда | Закон |
| ----------------- | --- | --- |
| Трайко Божков     | смърт чрез обесване и лишаване от права завинаги                                                                                       | Чл. 2 от ЗЗД § 1 от закона за изменение и допълнение на ЗЗД и чл. 16 буква „а“ във връзка с чл. 19 буква „а“ от ЗЗД, чл. 48 и 51 от НЗ |
| Стефан Стоянов    | смърт чрез обесване и лишаване от права завинаги                                                                                       | Чл. 2 от ЗЗД § 1 от закона за изменение и допълнение на ЗЗД и чл. 16 буква „а“ във връзка с чл. 19 буква „а“ от ЗЗД, чл. 48 и 51 от НЗ |
| Аспарух Корубинов | 12 г. и 6 м. строг тъмничен затвор, лишаване от права по чл. 30 от НЗ по 15 години и глоба в полза на държавното съкровище 275 000 лв. | Чл. 1 от ЗЗД във връзка с § 1 от закона за изменение и допълнение на ЗЗД и чл. 16 буква „д“ ал. 1 от ЗЗД                               |
| Димитър Мирчев    | 12 г. и 6 м. строг тъмничен затвор, лишаване от права по чл. 30 от НЗ по 15 години и глоба в полза на държавното съкровище 275 000 лв. | Чл. 1 от ЗЗД във връзка с § 1 от закона за изменение и допълнение на ЗЗД и чл. 16 буква „д“ ал. 1 от ЗЗД                               |

През 1941 г. заради нападението на полицейския участък и затвора се образува наказателно дело № 132 отново на Битолския военно-полеви съд, който с присъда № 79 от 25 ноември 1941 г. осъжда извършителите.
| Подсъдим         | Присъда                                                                      | Закон                                                                      |
| ---------------- | ---------------------------------------------------------------------------- | -------------------------------------------------------------------------- |
| Трайко Божков    | смърт чрез обесване и лишаване от права завинаги                             | Чл. 2 от ЗЗД § 1 от закона за изменение и допълнение на ЗЗД и чл. 60 от НЗ |
| Милан Козаров    | 12 г. и 6 м. строг тъмничен затвор, 200 000 лв. и лишаване от права за 15 г. | Чл. 2, 16 и 16 буква „а“ от ЗЗД във връзка с чл. 51 п. 1 от НЗ             |
| Петър Попов      | 12 г. и 6 м. строг тъмничен затвор, 200 000 лв. и лишаване от права за 15 г. | Чл. 2, 16 и 16 буква „а“ от ЗЗД във връзка с чл. 51 п. 1 от НЗ             |
| Велика Темелкова | 12 г. и 6 м. строг тъмничен затвор, 200 000 лв. и лишаване от права за 15 г. | Чл. 2, 16 и 16 буква „а“ от ЗЗД във връзка с чл. 51 п. 1 от НЗ             |
| Милан Димев      | 10 г. строг тъмничен затвор, 100 000 лв. и лишаване от права за 12 г.        | Чл. 2, 16 и 16 буква „а“ от ЗЗД във връзка с чл. 51 п. 1 от НЗ             |
| Георги Янев      | 10 г. строг тъмничен затвор, 100 000 лв. и лишаване от права за 12 г.        | Чл. 2, 16 и 16 буква „а“ от ЗЗД във връзка с чл. 51 п. 1 от НЗ             |
| Благой Спирков   | 8 г. и 4 м. строг тъмничен затвор, 65 000 лв. и лишаване от права за 10 г.   | Чл. 2, 16 и 16 буква „а“ от ЗЗД във връзка с чл. 58 п. 3 от НЗ             |
| Драган Спирков   | 8 г. и 4 м. строг тъмничен затвор, 65 000 лв. и лишаване от права за 10 г.   | Чл. 2, 16 и 16 буква „а“ от ЗЗД във връзка с чл. 58 п. 3 от НЗ             |
| Борис Талев      | 8 г. и 4 м. строг тъмничен затвор, 65 000 лв. и лишаване от права за 10 г.   | Чл. 2, 16 и 16 буква „а“ от ЗЗД във връзка с чл. 58 п. 3 от НЗ             |
| Йосиф Мицев      | 8 г. и 4 м. строг тъмничен затвор, 65 000 лв. и лишаване от права за 10 г.   | Чл. 2, 16 и 16 буква „а“ от ЗЗД във връзка с чл. 58 п. 3 от НЗ             |
| Стефан Базерков  | 8 г. и 4 м. строг тъмничен затвор, 65 000 лв. и лишаване от права за 10 г.   | Чл. 2, 16 и 16 буква „а“ от ЗЗД във връзка с чл. 58 п. 3 от НЗ             |
| Кръсте Цървенков | 8 г. и 4 м. строг тъмничен затвор, 65 000 лв. и лишаване от права за 10 г.   | Чл. 2, 16 и 16 буква „а“ от ЗЗД във връзка с чл. 58 п. 3 от НЗ             |
| Никола Чашулев   | 8 г. и 4 м. строг тъмничен затвор, 65 000 лв. и лишаване от права за 10 г.   | Чл. 2, 16 и 16 буква „а“ от ЗЗД във връзка с чл. 58 п. 3 от НЗ             |
| Йордан Михайлов  | 8 г. и 4 м. строг тъмничен затвор, 65 000 лв. и лишаване от права за 10 г.   | Чл. 2, 16 и 16 буква „а“ от ЗЗД във връзка с чл. 58 п. 3 от НЗ             |
| Кирил Базерков   | 3 г. строг тъмничен затвор с мъмрене от съда                                 | Чл. 2, 16 и 16 буква „а“ от ЗЗД във връзка с чл. 57 п. 2 от НЗ             |
| Весела Кръстева  | 3 г. строг тъмничен затвор с мъмрене от съда                                 | Чл. 2, 16 и 16 буква „а“ от ЗЗД във връзка с чл. 57 п. 2 от НЗ             |

| Подсъдим         | Присъда                                                             | Закон                                                                                   |
| ---------------- | ------------------------------------------------------------------- | --------------------------------------------------------------------------------------- |
| Трайко Божков    | смърт чрез обесване, 500 000 лв. глоба и лишаване от права завинаги | въз основа на чл. 16 и 16 буква „а“ от ЗЗД във връзка с чл. 51 п. 1 и чл. 60 и 63 от НЗ |
| Милан Лазаров    | смърт чрез обесване, 500 000 лв. глоба и лишаване от права завинаги | въз основа на чл. 16 и 16 буква „а“ от ЗЗД във връзка с чл. 51 п. 1 и чл. 60 и 63 от НЗ |
| Петър Попов      | смърт чрез обесване, 500 000 лв. глоба и лишаване от права завинаги | въз основа на чл. 16 и 16 буква „а“ от ЗЗД във връзка с чл. 51 п. 1 и чл. 60 и 63 от НЗ |
| Благой Спирков   | 20 г., 500 000 лв. и лишаване от права за 10 г.                     | във връзка с чл. 58 п. 1 от НЗ                                                          |
| Драган Спирков   | 20 г., 500 000 лв. и лишаване от права за 10 г.                     | във връзка с чл. 58 п. 1 от НЗ                                                          |
| Борис Талев      | 20 г., 500 000 лв. и лишаване от права за 10 г.                     | във връзка с чл. 58 п. 1 от НЗ                                                          |
| Йосиф Мицев      | 20 г., 500 000 лв. и лишаване от права за 10 г.                     | във връзка с чл. 58 п. 1 от НЗ                                                          |
| Стефан Базерков  | 20 г., 500 000 лв. и лишаване от права за 10 г.                     | във връзка с чл. 58 п. 1 от НЗ                                                          |
| Кръсте Цървенков | 20 г., 500 000 лв. и лишаване от права за 10 г.                     | във връзка с чл. 58 п. 1 от НЗ                                                          |
| Никола Чашулев   | 20 г., 500 000 лв. и лишаване от права за 10 г.                     | във връзка с чл. 58 п. 1 от НЗ                                                          |
| Кирил Базерков   | 7 г. и 6 м. и мъмрене от съда                                       | във връзка с чл. 51 п. 1 от НЗ                                                          |

По съвкупност, съгласно чл. 64 от НЗ, наказанията са следните:
| Подсъдим          | Присъда                                                             | Закон                        |
| ----------------- | ------------------------------------------------------------------- | ---------------------------- |
| Трайко Божков     | смърт чрез обесване, 500 000 лв. глоба и лишаване от права завинаги |                              |
| Петър Попов       | смърт чрез обесване, 500 000 лв. глоба и лишаване от права завинаги |                              |
| Милан Козаров     | смърт чрез обесване, 500 000 лв. глоба и лишаване от права завинаги |                              |
| Благой Спирков    | 15 г. затвор, 500 000 лв. глоба и лишаване от права за 20 г.        |                              |
| Драган Спирков    | 15 г. затвор, 500 000 лв. глоба и лишаване от права за 20 г.        |                              |
| Борис Талев       | 15 г. затвор, 500 000 лв. глоба и лишаване от права за 20 г.        |                              |
| Йосиф Мицев       | 15 г. затвор, 500 000 лв. глоба и лишаване от права за 20 г.        |                              |
| Стефан Базерков   | 15 г. затвор, 500 000 лв. глоба и лишаване от права за 20 г.        |                              |
| Кръсте Цървенков  | 15 г. затвор, 500 000 лв. глоба и лишаване от права за 20 г.        |                              |
| Никола Чашулев    | 15 г. затвор, 500 000 лв. глоба и лишаване от права за 20 г.        |                              |
| Кирил Базерков    | 7 г. и 6 м. и мъмрене от съда                                       |                              |
| Аспарух Йосифов   | оправдани по недоказаност                                           | Чл. 16 и 16 буква „а“ от ЗЗД |
| Никола Попов      | оправдани по недоказаност                                           | Чл. 16 и 16 буква „а“ от ЗЗД |
| Милан Димов       | оправдани по недоказаност                                           | Чл. 16 и 16 буква „а“ от ЗЗД |
| Аспарух Йосифов   | оправдани по недоказаност                                           | Чл. 2 от ЗЗД                 |
| Никола Попов      | оправдани по недоказаност                                           | Чл. 2 от ЗЗД                 |
| Даница Йорданова  | оправдани по недоказаност                                           | Чл. 2 от ЗЗД                 |
| Павлина Пирганова | оправдани по недоказаност                                           | Чл. 2 от ЗЗД                 |

Според други сведения Душан Наумов също е осъден на смърт, но присъдата му е заменена с доживотен затвор понеже е непълнолетен и няма навършени 21 години.